# مقاله‌ای در مورد اصل جمعیت
مقاله‌ای در مورد اصل جمعیت (انگلیسی: An Essay on the Principle of Population)، برای اولین بار در سال ۱۷۹۸ به صورت ناشناس منتشر شد،اما نویسنده به زودی به عنوان توماس مالتوس شناخته شد. این کتاب در مورد مشکلات آینده هشدار داد، در تفسیری از افزایش جمعیت در رشدنمایی (به طوری که هر ۲۵ سال یکبار دو برابر شود) در حالی که تولید غذا در یک پیشرفت محاسباتی افزایش می‌یابد، که باعث می‌شود تفاوتی ایجاد شود که منجر به کمبود غذا و قحطی می‌شود، مگر اینکه نرخ تولد کاهش یابد.